# Joseph Caraguel
Œuvres principales
- Le Boul'-Mich' (1884)
- Les Barthozoul (1887)

Joseph Caraguel, né à Narbonne le 1er septembre 1855 et mort à Paris le 7 novembre 1941, est un écrivain et dramaturge français.

## Biographie
Né à Narbonne, il est le fils d'un tailleur et d'une couturière. Il collabore à de nombreuses revues, La Revue contemporaine, La Revue indépendante, dans lesquelles il publie des études sur Mistral, Vallès, et traite des questions politiques.
Donné comme disciple préféré des Goncourt, ami de Jules Huret, il l'aide à préparer son Enquête sur l'évolution littéraire, et fait partie des 64 écrivains interviewés. Si Huret le classe parmi les écrivains Néo-réalistes, lui-même déclare se ranger parmi les Positivistes.

## Œuvres
- Le Boul'-Mich', Ollendorf, 1884. Lire sur Wikisource
- Les Barthozouls, Piaget, 1887. Lire sur Wikisource
- La Fumée, puis la flamme, pièce en 4 actes, Tresse et Stock, 1895.
- La Raison passionnée : petites études, Stock, 1896. Lire sur Gallica
- Chacun sa voie, pièce en 4 actes, Fasquelle, 1906